# トスカーナ料理
トスカーナ料理（トスカーナりようり、イタリア語: cucina toscana）では、イタリア・トスカーナ州の食文化について概説する。

## 特徴
イタリアは統一が遅かったことから各地方料理が発展し、それぞれに特徴があるが、そういったイタリア郷土料理の中でも最も有名なのがトスカーナ料理とされる。
トスカーナ州はイタリア中部に位置し、州都フィレンツェはルネサンス文化発祥の地であるため宮廷料理の伝統も残っているが、トスカーナ料理の主流は焼くだけ、揚げるだけといったシンプルな農家料理である。残り物の再利用やスジ肉や内臓肉を使用した料理も多く、「貧しい皿（piatti poveri）」、「貧しい料理（イタリア語: Cucina povera）」とも呼ばれている。
農業が盛んであり、ワインやオリーブなどを生産が行われ、なかでもオリーブは良質で美味とされている。
肉については野ウサギやイノシシの肉もよく使われる。
塩気が強い料理が多く、他の地域と比べて食材の特色が色濃く出ているのが特徴である。
バターではなくオリーブオイルを使った素材重視のシンプルな調理法が好まれている。
海沿いと内陸では使う食材が異なっていて、内陸は保存食が発達しており、豆料理などが多い。海沿いでも豆料理はあるが、地中海で獲れる魚介類を豊富に用いる。オリーブオイル、塩を使わないパン（パーネ・トスカーノなど）がよく使われるのは共通である。

## 歴史
イタリア半島中部の先住民族はエトルリア人である。なお、近年の研究によって、エトルリア人以前の先住民ヴィッラノヴィアーニ人（Villanoviani）がいたことも判明している。エトルリア人の食文化については、少なくとも上流階級については、ローマ時代の史料を手掛かりとしつつ、バンディタッチャ墳墓が発見されたことによってさらに詳細が明らかになってきた。
エトルリア人の食習慣は昼食と夕食の1日2食であったことがローマ人の残した史料にあり、昼食よりも夕食の方が絢爛豪華であった。現代のイタリア人の、朝食は基本的にエスプレッソのみで済ませ、食事らしいものは摂らず、昼食にしてもパンとチーズとワインだけといった軽い食事で済ませることが多く、夕食の時間を非常に重要ととらえ、家族全員、または参加者全員が揃わないと食事が始まらず、テーブルいっぱいに料理と数本のワインボトルが並べられ、家族全員、または参加者全員が食卓を囲みながら話に花を咲かせるといったような食習慣は、上流階級エトルリア人から受け継がれているといえる。
エトルリア人が食べていた食材は現代のトスカーナ料理にも使われており、これにジャガイモ、トマト、トウモロコシ、トウガラシといったアメリカ大陸原産の食材を加えたものが、現代のトスカーナ料理の食材といえる。

## 代表的な料理
他の地域の住人から「豆食い（mangia fagioli）」と揶揄されることがあるくらい、トスカーナでは豆料理が食されている。
- クロスティーニ - 厚切りしたパーネ・トスカーナにレバーペーストを塗る[6][7]。
- パンツァネッラ - トマトと固くなったパーネ・トスカーノを使ったサラダ[1]。
- パッパ・アル・ポモドーロ - トマトのパン粥[1]。
- ピチ - 日本でうどんに例えられるような太麺パスタ[7]。
- パッパルデッレ - 日本できしめんに例えられるような幅広いパスタ[7]。
- トリッパのサラダ（イタリア語版） - トリッパ（牛の第二胃）を使ったサラダ[1]。
- ビステッカ・アッラ・フィオレンティーナ - 骨付きのTボーンステーキ。トスカーナ料理の代表格[1][6][7]。
- トリッパ・アッラ・フィオレンティーナ（イタリア語版） - トリッパのトマトソース煮込み[6]。
- ペポーゾ - 牛すね肉の赤ワイン煮込みに黒胡椒を利かせた料理[7]。

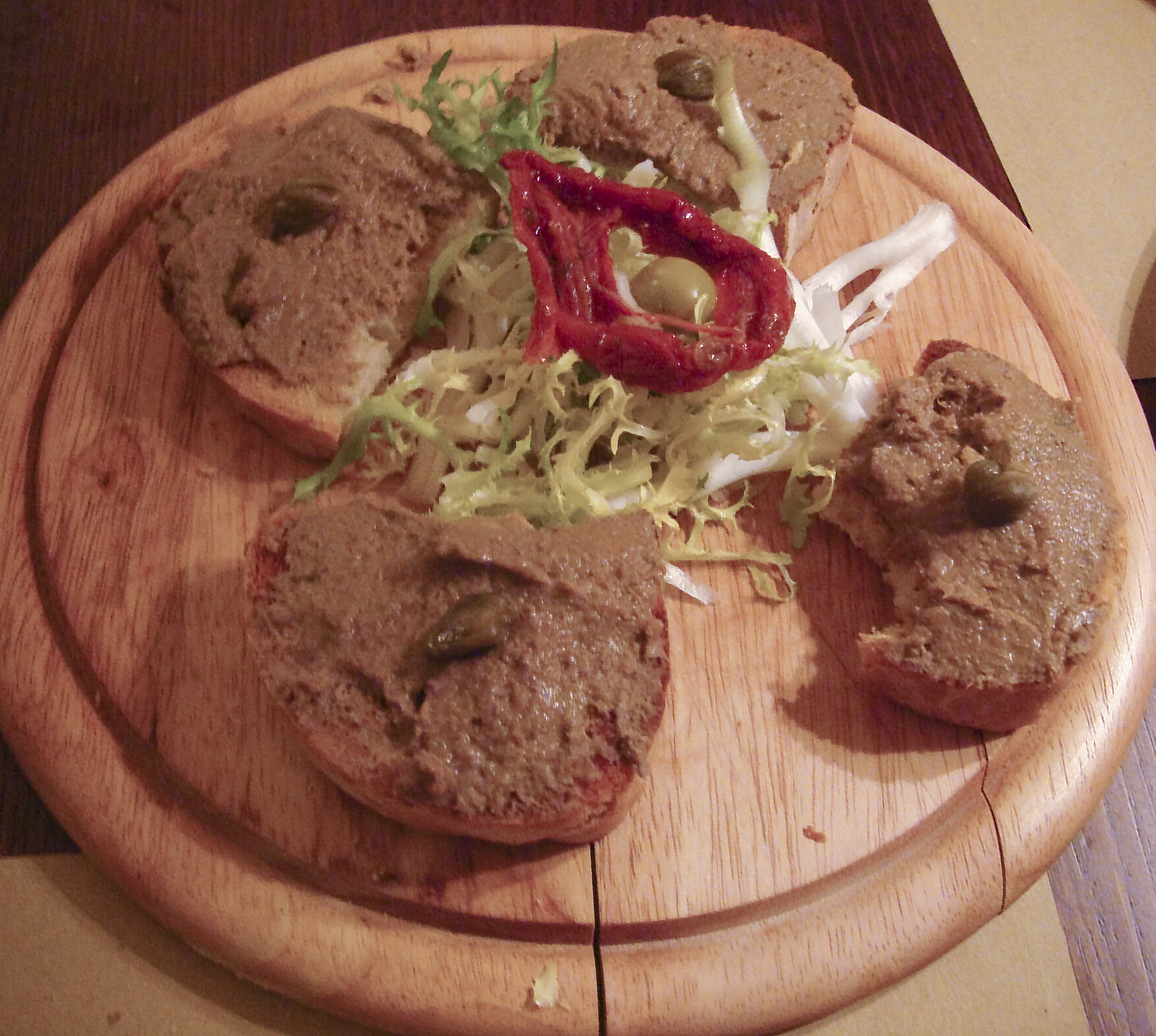
クロスティーニ
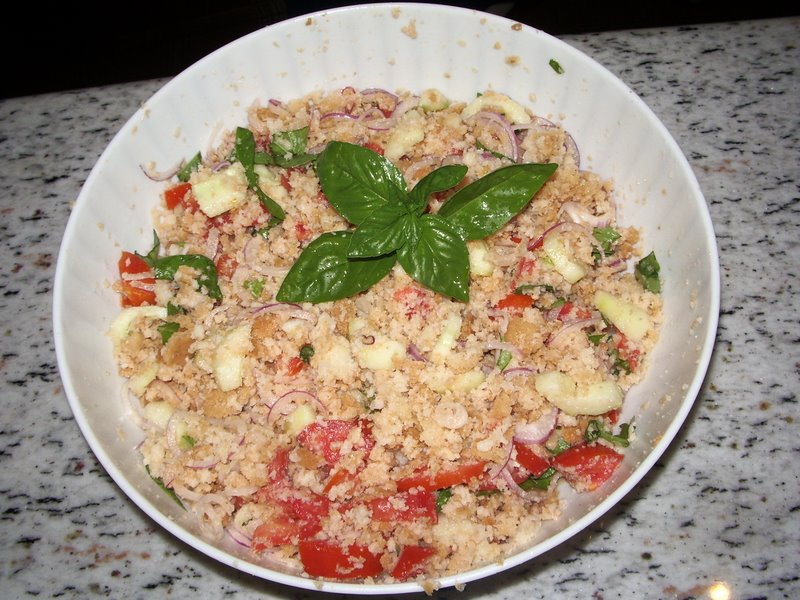
パンツァネッラ
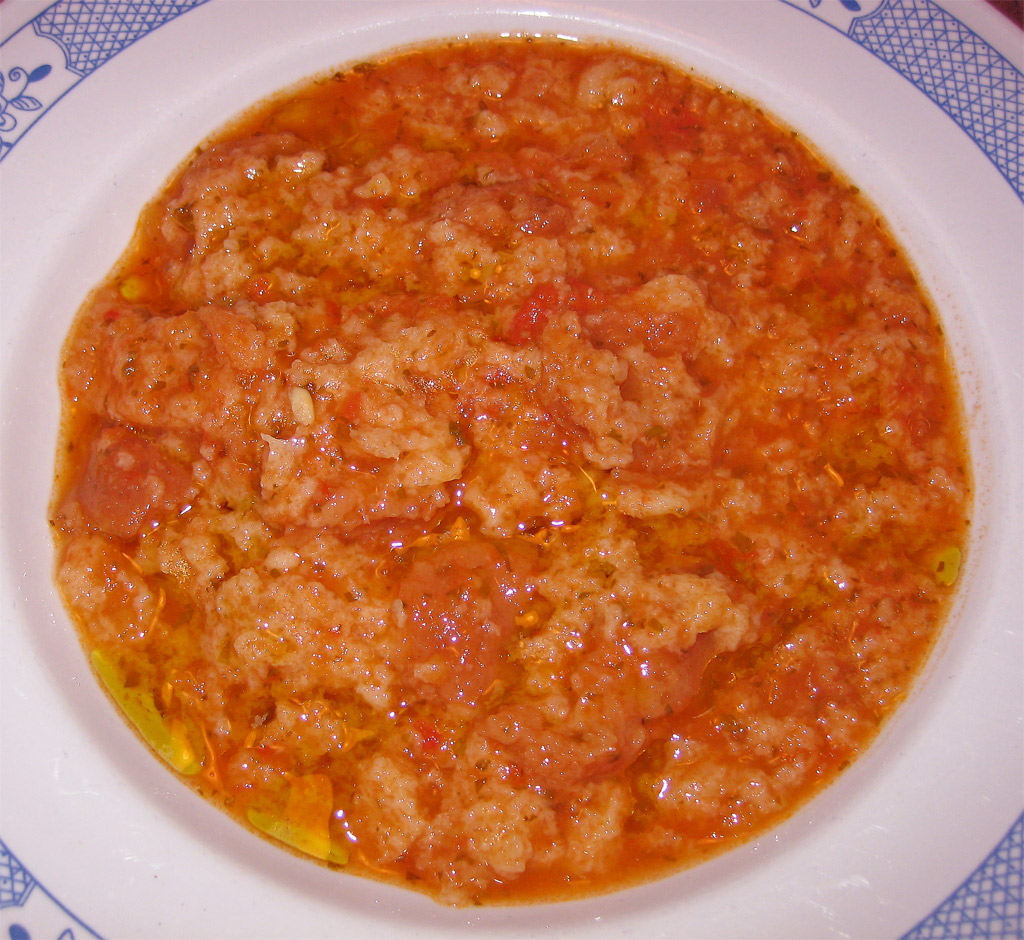
パッパ・アル・ポモドーロ
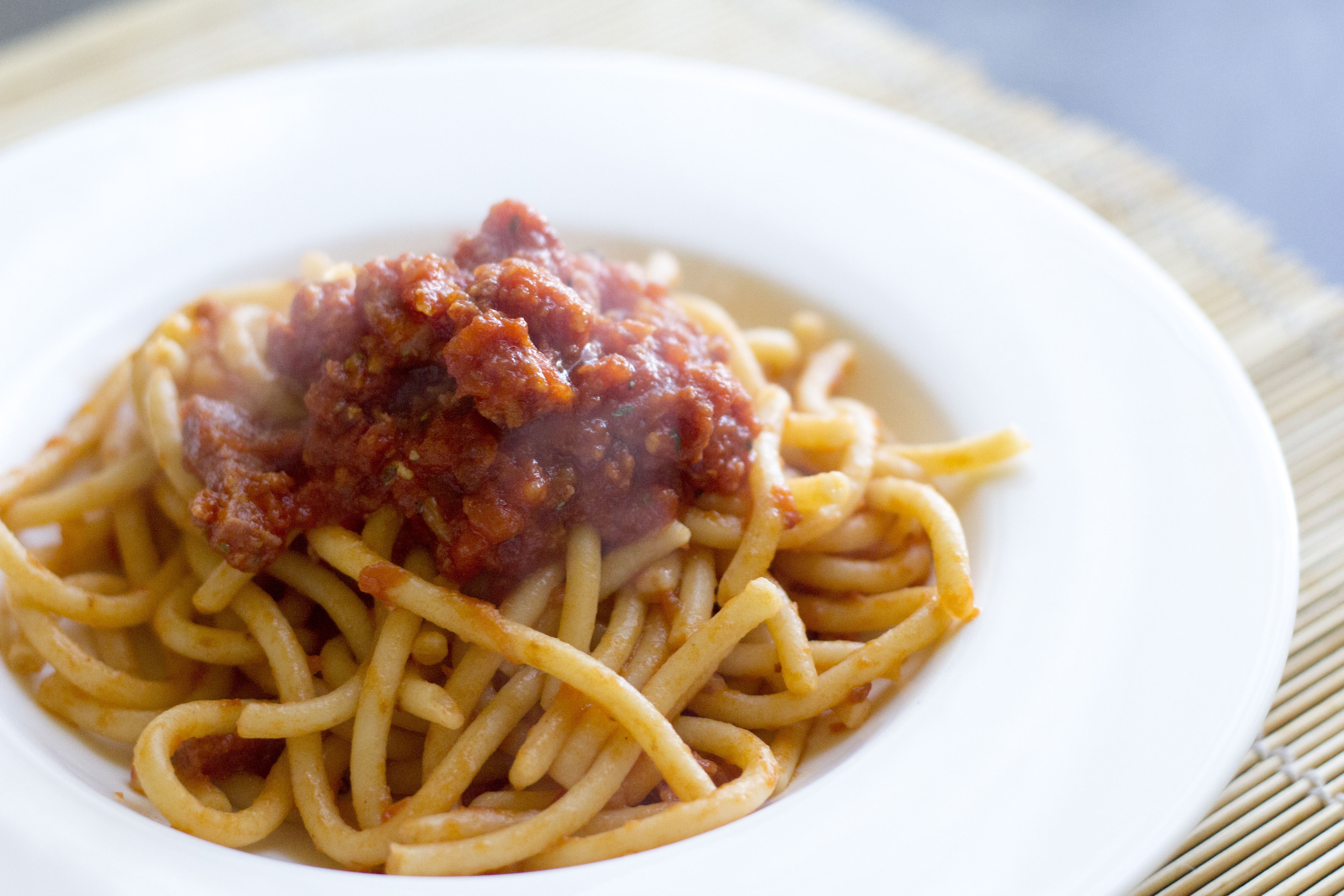
ピチのフィノッキオーナ添え
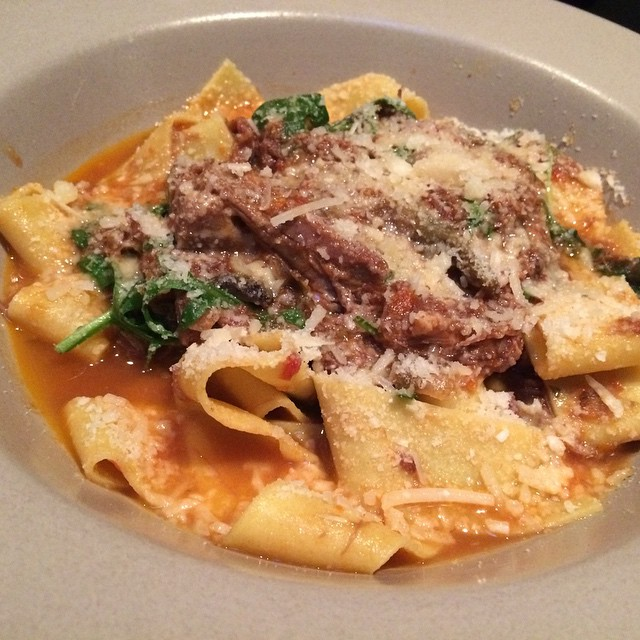
ラム肉ソースのパッパルデッレ
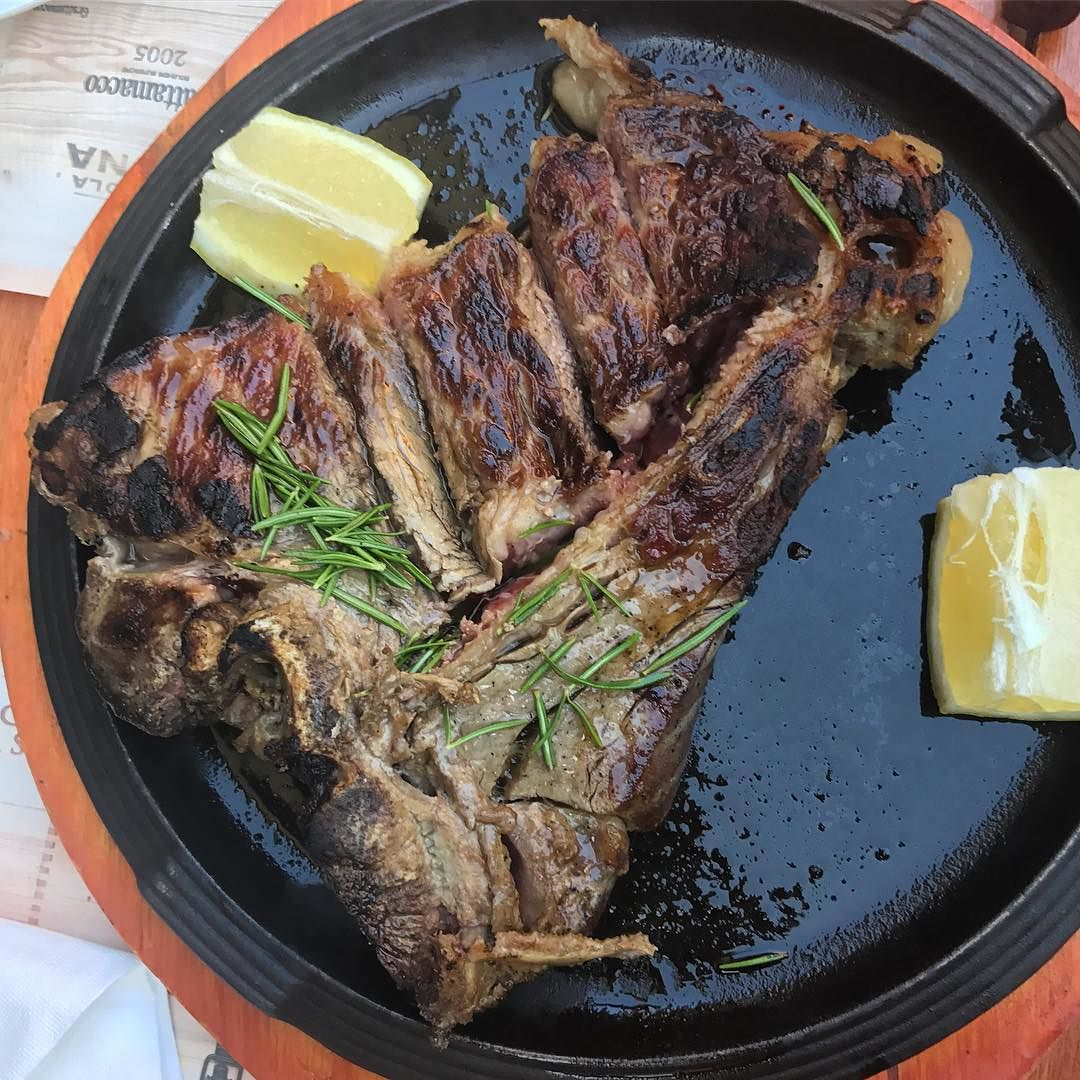
ビステッカ・アッラ・フィオレンティーナ
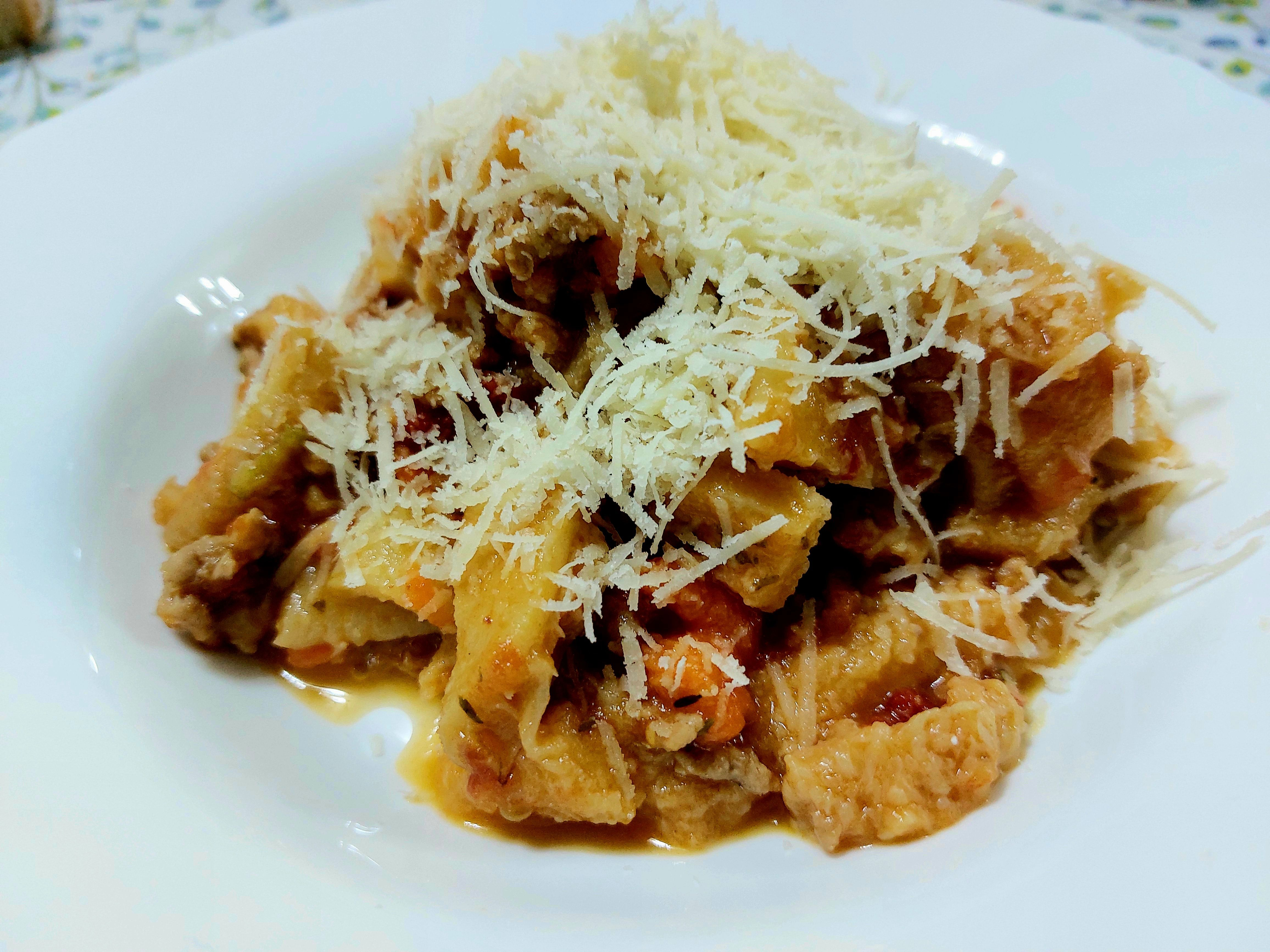
トリッパ・アッラ・フィオレンティーナ
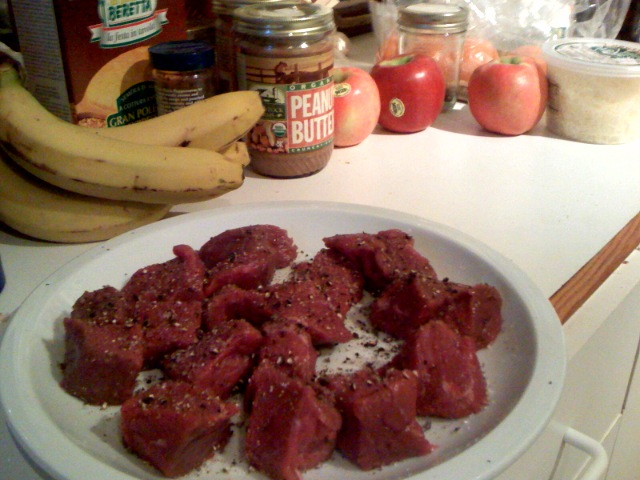
ペポーゾ

### パン

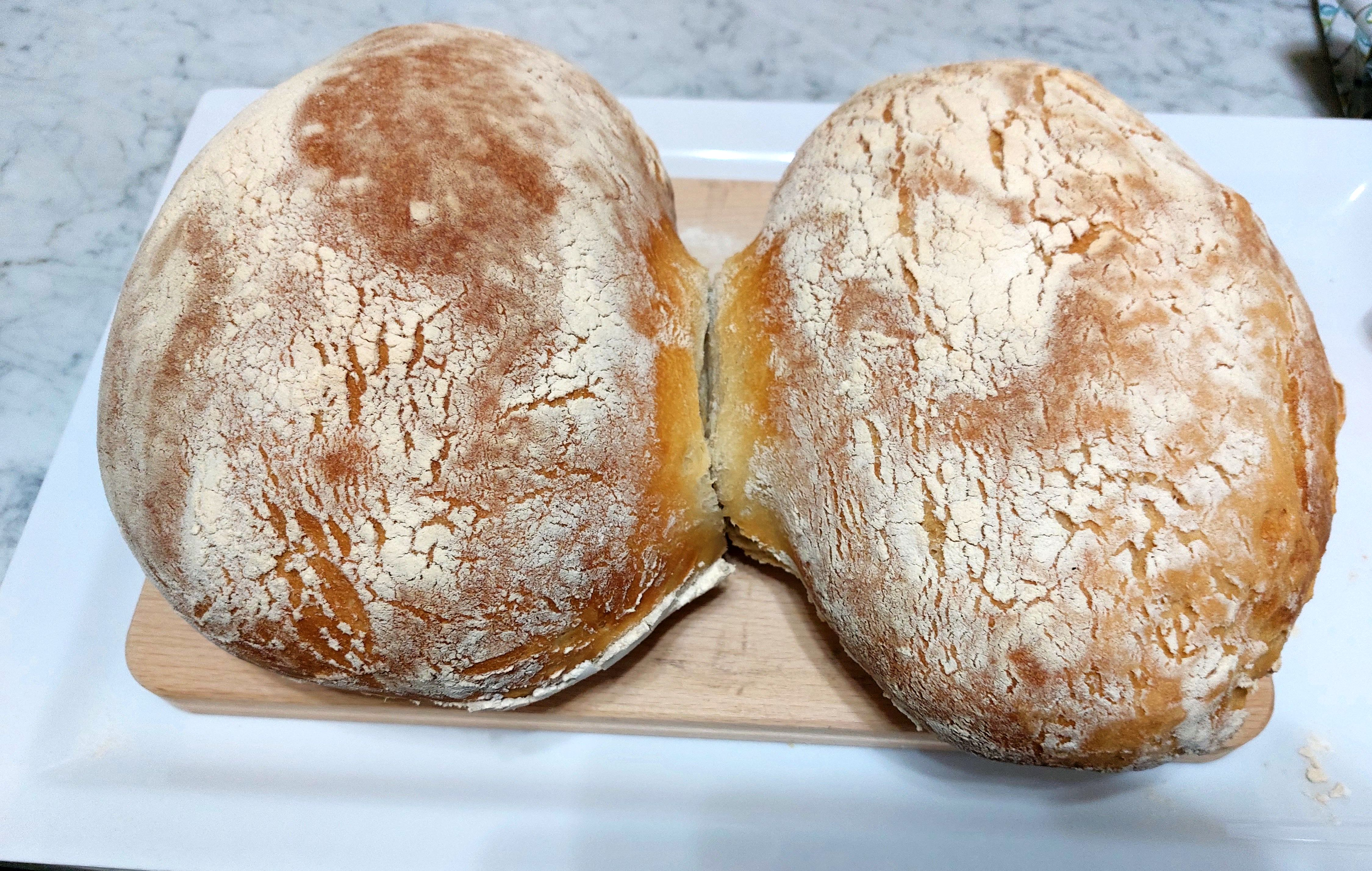
パーネ・トスカーノの例

パーネ・トスカーノは、トスカーナ州だけでなく、イタリア中部で広く食べられている。
塩も油も加えない独特の作り方が特徴であり、皮は固めで中身も水分が少なく、フランスパンや日本の食パンと比べると淡泊な味わいであるが、その淡泊さが愛されている理由でもある。トスカーナ料理は上述のように塩味が強めであるため、塩を加えていないパーネ・トスカーナといっしょに食すると互いの味を引き立てあうのである。日本では、塩鮭と白ご飯との組み合わせに例えると理解されやすい。

## ワイン
トスカーナはワインの世界的銘醸地としても名高い。
北と東をアペニン山脈、西はティレニア海に挟まれており、内陸部は年間の寒暖差が大きく、海岸部は雨が少ない地中海性気候となっているため、エリアによって個性豊かなワインが生まれる。

### トスカーナワインの歴史
現在のトスカーナ州では、紀元前8世紀ごろからのワイン造りが行われている。
トスカーナ大公のコジモ3世が1716年にカルミニャーノ、キャンティ、ポミーノ、ヴァル・ダルノ・ディ・ソプラの産地の境界を定めた。これは今日に受け継がれる原産地名称保護制度のモデルともなっている。

### 代表的なワイン
キャンティはトスカーナワインのみならず、イタリアワインの代表ともされる。
赤ワイン
- キャンティ・クラシコ - キャンティが世界的に人気になった際に、近隣地域から「キャンティ」の名を関した粗悪品が流通したこと対抗して誕生した。キャンティ・クラシコは長期熟成を行う高品質ワインである。
- ブルネッロ・ディ・モンタルチーノ - 「トスカーナワインの王様」と称される。
- スーパータスカン

白ワイン
- ヴェルナッチャ・ディ・サン・ジミニャーノ - サン・ジミニャーノの土着ブドウ品種であるヴェルナッチャを用いた白ワイン。

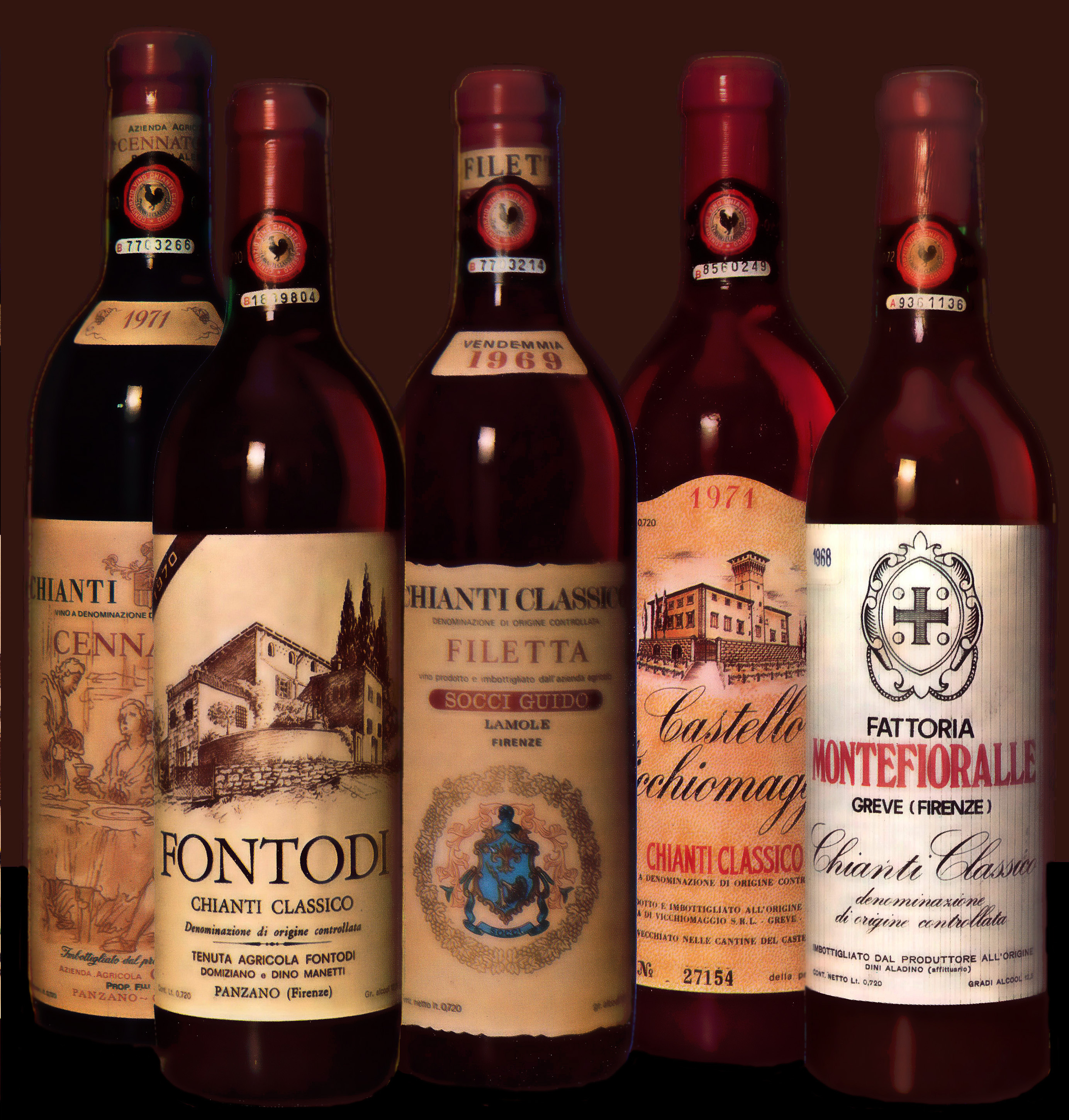
キャンティ・クラシコ
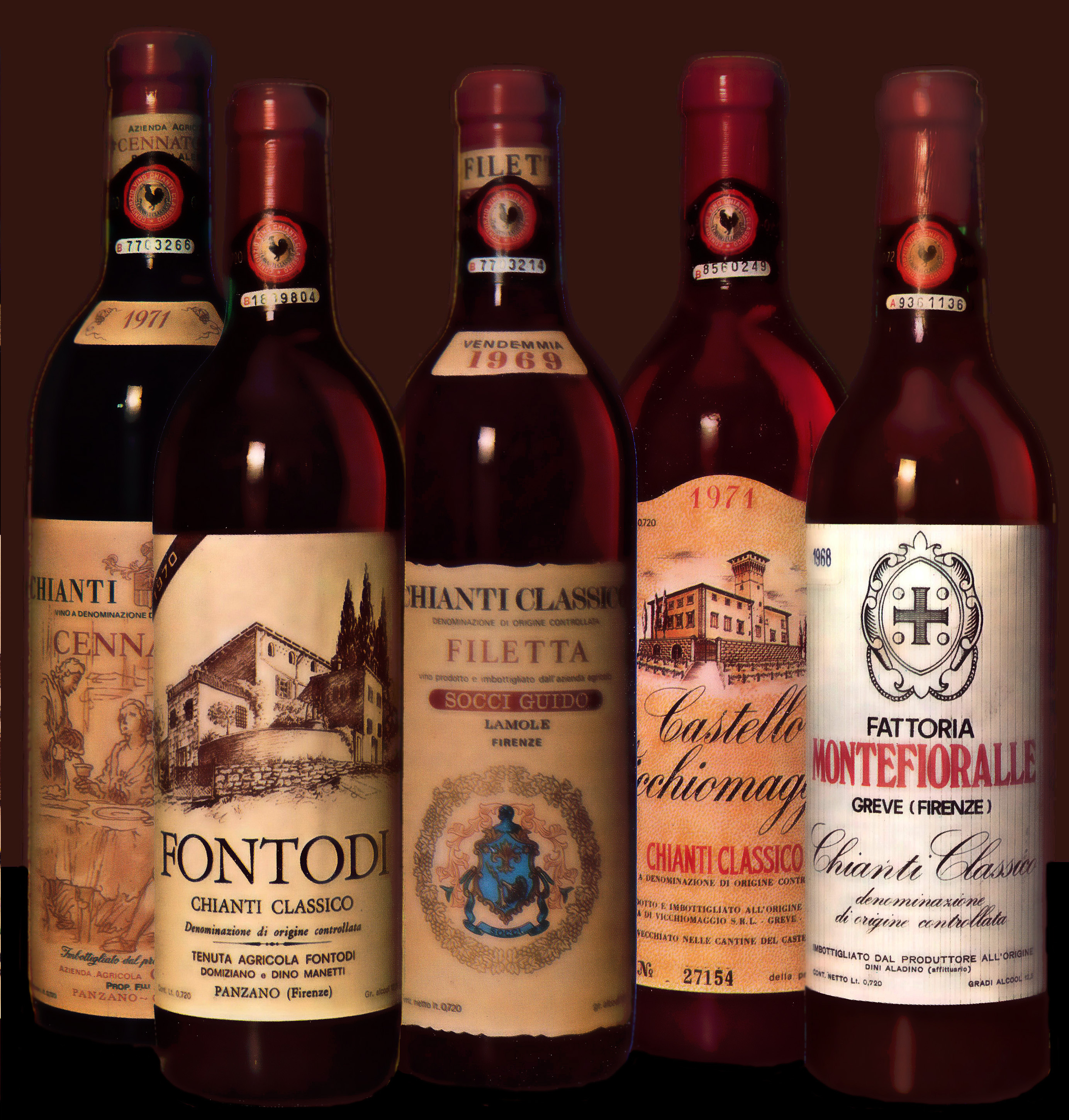
ブルネッロ・ディ・モンタルチーノ
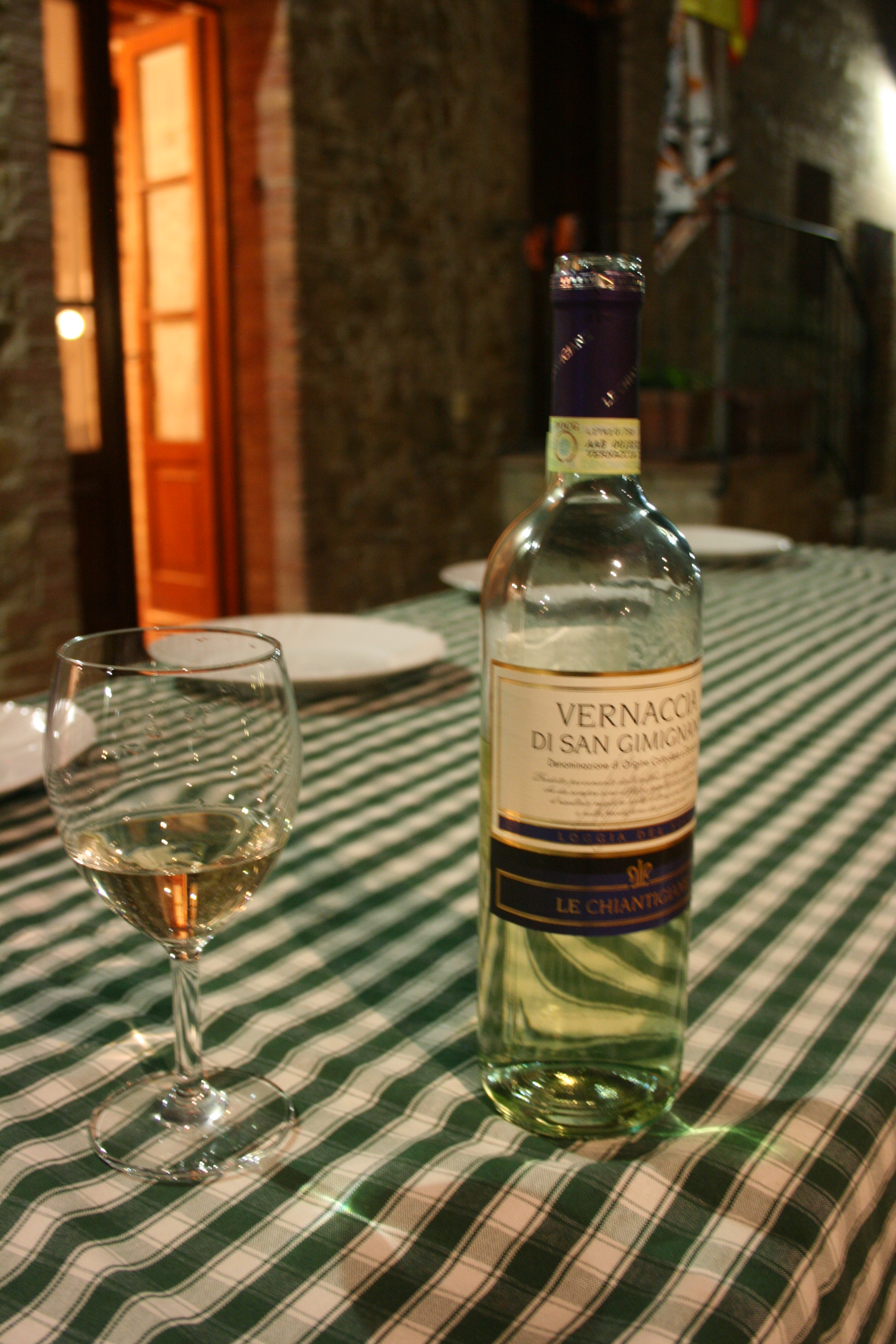
ヴェルナッチャ・ディ・サン・ジミニャーノ